# 渡辺正夫 (実業家)
渡辺 正夫（わたなべ まさお、1952年11月24日 - ）は、日本の経営者。高知県出身。日本ケンタッキー・フライド・チキン社長を務めた。

## 経歴
1975年に東京大学農学部を卒業し、同年に三菱商事に入社。2006年2月に日本ケンタッキー・フライド・チキン社長に就任。2014年4月に顧問に就任。